# Ивановка (Башмаковский район)
Ивановка — деревня в Башмаковском районе Пензенской области России. Входит в состав Высокинского сельсовета.

## География
Деревня расположена в 7 километрах к западу от села Высокое.

## Население
| 2010 |
| ---- |
| 17   |

## История
Основана в 1-й половине XIX века. В селе действовал колхоз имени Жданова.